# Allemagne au Concours Eurovision de la chanson 2022
L'Allemagne est l'un des quarante pays participants du Concours Eurovision de la chanson 2022, qui se déroule à Turin en Italie. Le pays sera représenté par le chanteur Malik Harris et sa chanson Rockstars, sélectionnés via l'émission Germany 12 points. Le pays se classe 26e et dernier avec 6 points lors de la finale.

## Sélection
Le diffuseur allemand NDR confirme sa participation à l'Eurovision 2022 dès le 19 mars 2021.

### Format
Après que NDR a tenté en 2020 et en 2021 un système de sélection interne organisée avec plusieurs étapes et deux jurys, il est annoncé le 4 novembre 2021 le retour d'une soirée retransmise en direct. Contrairement aux anciennes soirées qui était diffusé sur la première chaîne publique allemande Das Erste, celle-ci sera diffusé sur les chaînes régionales, membres de l'ARD.
De grandes modifications de format sont apportées par rapport aux éditions précédentes. Premièrement, il est annoncé que l'« Eurovision-jury », composé de fans de l'Eurovision sélectionnés et introduit en 2018 est supprimé. C'est une étroite coopération entre la délégation allemande et les plus grandes radios publiques allemandes diffusant principalement de la pop qui permettra de présélectionner les artistes. 

### Chansons
Une période de candidature est ouverte du 4 au 30 novembre 2021. Au terme de cette période, 944 chansons sont reçues par le diffuseur allemand. Après une première étape de sélection, vingt-six d'entre eux sont sélectionnés pour se produire en direct devant un jury d'experts, lequel sélectionné les six artistes qui concourront face au public allemand,.
Les six participants sont révélés le 10 février 2022.
| Participants            | Participants   | Participants |
| Artiste                 | Chanson        | Compositeurs |
| ----------------------- | -------------- | --- |
| Emily Roberts           | Soap           | Emily Roberts, Andreas Öhrn, Didrik Thott, Simon Wangemann                                                                         |
| Eros Atomus             | Alive          | Eros Atomus, Eike Freese, Marcel Zürcher                                                                                           |
| Felicia Lu              | Anxiety        | Felicia Lu Kürbiß |
| Maël & Jonas            | I Swear To God | Jonas Brochhausen, Maël Brunner |
| Malik Harris            | Rockstars      | Malik Harris, Marie Kobylka, Robin Karow                                                                                           |
| Nico Suave & Team Liebe | Hallo Welt     | Nico Suave, Toni Mudrack, Niklas Esterle, Jan Dettwyler, Volker Neumüller, Buket, Joshua Stolten, Dominik Köhl, Johannes Arzberger |

### Vote
Le résultat de la soirée est décidé par le public allemand et est divisé en deux catégories : les auditeurs radio et les téléspectateurs. Le vote des téléspectateurs est ouvert pendant l'émission, tandis que le vote des auditeurs radio est ouvert en ligne dès le 28 février 2022 et jusqu'à 15 minutes avant l'émission.

### Résultats
- Vainqueur

| Ordre | Artiste                  | Chanson        | Vote radio | Vote TV | Total | Place |
| ----- | ------------------------ | -------------- | ---------- | ------- | ----- | ----- |
| 1     | Malik Harris             | Rockstars      | 90         | 118     | 208   | 1     |
| 2     | Maël & Jonas             | I Swear to God | 106        | 79      | 185   | 2     |
| 3     | Eros Atomus              | Alive          | 53         | 70      | 123   | 5     |
| 4     | Emily Roberts            | Soap           | 46         | 7       | 53    | 6     |
| 5     | Felicia Lu               | Anxiety        | 74         | 65      | 139   | 4     |
| 6     | Nico Suave et Team Liebe | Hallo Welt     | 63         | 94      | 157   | 3     |

| Détails des votes radio | Détails des votes radio | Détails des votes radio | Détails des votes radio | Détails des votes radio | Détails des votes radio | Détails des votes radio | Détails des votes radio | Détails des votes radio | Détails des votes radio | Détails des votes radio | Détails des votes radio |
| Ordre                   | Chanson                 | AB (RBB)                | B3 (BR)                 | BV (RB)                 | hr3 (HR)                | MDR Jump (MDR)          | NDR 2 (NDR)             | SR 1 (SR)               | SWR3 (SWR)              | WDR 2 (WDR)             | Total                   |
| ----------------------- | ----------------------- | ----------------------- | ----------------------- | ----------------------- | ----------------------- | ----------------------- | ----------------------- | ----------------------- | ----------------------- | ----------------------- | ----------------------- |
| 1                       | Rockstars               | 10                      | 12                      | 10                      | 10                      | 8                       | 10                      | 10                      | 10                      | 10                      | 90                      |
| 2                       | I Swear to God          | 12                      | 10                      | 12                      | 12                      | 12                      | 12                      | 12                      | 12                      | 12                      | 106                     |
| 3                       | Alive                   | 5                       | 6                       | 6                       | 6                       | 6                       | 6                       | 6                       | 6                       | 6                       | 53                      |
| 4                       | Soap                    | 6                       | 5                       | 5                       | 5                       | 5                       | 5                       | 5                       | 5                       | 5                       | 46                      |
| 5                       | Anxiety                 | 8                       | 8                       | 8                       | 8                       | 10                      | 8                       | 8                       | 8                       | 8                       | 74                      |
| 6                       | Hallo Welt              | 7                       | 7                       | 7                       | 7                       | 7                       | 7                       | 7                       | 7                       | 7                       | 63                      |

La soirée se conclut par la victoire de Malik Harris avec sa chanson Rockstars, qui représenteront donc l'Allemagne à l'Eurovision 2022.

## Controverse
Peu après la publication des noms des candidats, de nombreux internautes s'indignent de l'élimination du groupe de metalcore Eskimo Callboy, qui avait officialisé sa candidature le 6 décembre 2021 sur sa chaîne YouTube,. Après le lancement d'une pétition demandant la sélection du groupe parmi les participants, Andreas Gerling, organisateur de la sélection, explique que les six candidats sont le fruit d'une sélection faite par un jury qui aurait longuement réfléchi aux candidats à sélectionner.

## À l'Eurovision
En tant que membre du Big 5, l'Allemagne est qualifiée d'office pour la finale du 14 mai 2022. Lors de celle-ci, le pays se classe à la 25e et dernière place avec 6 points, tous de la part du public, le pays ne recevant aucun point du jury. Elle les a reçu de la Suisse, de l’Autriche et de l’Estonie qui lui ont chacun attribué respectivement 2 points. C'est la troisième fois consécutive que le pays se classe en 25e place.